# Juan Carlos Cachanosky
Juan Carlos Cachanosky, auch genannt Charly (* 13. Oktober 1953; † 31. Dezember 2015 in Buenos Aires), war ein argentinischer Volkswirt und Hochschullehrer.

## Leben
Juan Cachanosky war der Bruder des Ökonomen und Hochschullehrers Roberto Horacio Cachanosky und von Angélica Cachanosky, der Vizerektorin der 1967 gegründeten Universidad CAECE in Buenos Aires.
Er studierte Wirtschaftswissenschaft an der Pontificia Universidad Católica Argentina „Santa María de los Buenos Ayres“ (UCA), wo er gemeinsam mit seinem Bruder die Prüfung ablegte. Als Stipendiat des Centro de Estudio wurde er bei Hans Sennholz, einem Mises-Schüler, am Grove City College in Pennsylvania, Vereinigte Staaten, promoviert.
1978 lud ihn Alberto Benegas Lynch an die von ihm geleitete Escuela Superior de Economía y Administración de Empresas (ESEADE) ein, an der Cachanosky das Fach Geschichte des ökonomischen Denkens lehrte. Als Direktor des Ph.D.-Studiums im Fach Betriebswirtschaft war er spezialisiert auf die liberale Wirtschaftslehre; insbesondere war er ein Anhänger der Lehre der Österreichischen Schule. Nachdem Benegas Lynch auf seinen ersten Lehrstuhl an der Universidad de Buenos Aires berufen worden war, holte er auch Cachanosky als Assistenzprofessor zu sich. Zudem lehrte er an der UCA in Buenos Aires und in Rosario.
Später wurde Cachanosky an die Universidad Francisco Marroquín (UFM) in Guatemala berufen, an der er Dekan der Wirtschaftshochschule wurde und sich um die Einführung des Studiengangs Betriebswirtschaft verdient machte. Zuletzt lehrte er auch Wirtschaftswissenschaften an den Privatschulen SMC University Latinoamérica (dort auch Leiter der Sektion Wirtschaftslehre) und der Liechtenstein Academy.
Cachanosky verfasste mehrere wissenschaftliche Publikationen. Seine Forschung konzentrierte sich auf die Analyse der Weltwirtschaftskrise von 1929.
Er starb im Alter von 62 Jahren in seinem Büro und hinterließ Frau, zwei Söhne, beide ebenfalls Ökonomen und eine Tochter.

## Publikationen (Auswahl)
- La escuele austríaca de econimía. Eseade, 1984. (Wiederaufl: Episteme, Guatemala/Miami 2016. ISBN 978-9-929-67724-1; eingeschränkte Vorschau in der Google-Buchsuche)
- Crisis económicas. Causas y consecuencias. Eseade, 2000.
- La ciencia económica vs. la economía matemática (II). Eseade, 2002.